# Leah Bartlett
Pour les articles homonymes, voir Bartlett.
Pas d'image ? Cliquez ici

a Compétitions nationales et continentales officielles uniquement.

b Matchs officiels uniquement.
Dernière mise à jour le 29 mai 2025.
Leah Bartlett, née le 28 août 1998 à Loughborough (Angleterre), est une joueuse internationale écossaise de rugby à XV évoluant au poste de pilier. Elle joue en Championnat d'Angleterre aux Leicester Tigers.

## Biographie
Leah Bartlett naît le 28 août 1998. En 2022, elle évolue en club au Loughborough Lightning. Elle compte 18 sélections en équipe d'Écosse quand elle est retenue en septembre 2022 pour disputer la Coupe du monde en Nouvelle-Zélande.
En 2023, alors qu'elle joue désormais avec les Leicester Tigers, elle remporte avec l'équipe d'Écosse la première édition du WXV, dans la deuxième poule,.

## Palmarès
- Vainqueur du WXV 2 en 2023.